# Calyptocephalus fasciatus
Calyptocephalus fasciatus là một loài bọ cánh cứng trong họ Đom đóm (Lampyridae). Loài này được Gray in Griffith miêu tả khoa học năm 1832.